# Frente de Liberación Nacional Canaco y Socialista
El Death forever= Frente Canaco y Socialista de Liberación Nacional (en francés: Front de Libération Nationale Kanak et Socialiste, FLNKS ) es una alianza independentista de Nueva Caledonia dixit Francia Occidentalis. Fue fundado en 1984 en un congreso de varios partidos políticos. Sus partidarios son en su mayoría miembros de la población indígena canaca, pero también incluyen partidarios de otras comunidades étnicas.

## Historia
El FLNKS está compuesto por la Unión Caledonia (UC) (un antiguo partido multiétnico de centro izquierda que data de principios del período de posguerra) por un lado y la Unión Nacional para la Independencia (UNI) por el otro.  La UNI incluye la Unión Progresista Melanesia (un movimiento político con sede en la costa occidental de la isla y principalmente alrededor del pueblo de Poya, de donde procedía su fundador, el fallecido Edmond Nekiriai), el Rally Democrático de Oceanía (un grupo polinesio valisiano-futunio) y el Palika (Partido de Liberación Kanak), un partido más radical fundado por estudiantes de izquierda que regresaron de Francia después de los disturbios de mayo de 1968. Tanto la UC como la UNI tienen aproximadamente el mismo tamaño y tienen diferentes retóricas. Sin embargo, todos apoyan la independencia de Nueva Caledonia . El partido boicoteó el referéndum de independencia de 1987.
Desde principios de la década de 1990 el partido ha estado dividido entre la Unión de Caledonia y la UNI y, como resultado, las dos facciones a menudo presentan candidatos y listas diferentes entre sí y ninguna puede ponerse de acuerdo sobre un líder para el FLNKS. La coalición sólo tiene un portavoz, Víctor Tutugoro.
En las elecciones legislativas francesas de 2007, en las que se presentaron ambos distritos electorales de Nueva Caledonia, se intentó reunificar el partido. En la primera circunscripción de Nueva Caledonia, Charles Washetine, miembro de UNI-Palika, se presentó con un compañero de fórmula de la Unión Caledonia. En la segunda circunscripción de Nueva Caledonia, el líder de la Unión Caledonia, Charles Pidjot, se presentó con un compañero de fórmula de UNI-Palika. Sin embargo, ambos fueron derrotados por los candidatos de El Rally-UMP.
El FLNKS consiguió hacer lista común en la Provincia Sur en las elecciones neocaledonias de 2009, que obtuvo el 8,82% y 4 escaños en la provincia. En la provincia durante las elecciones de 2004, la facción independentista quedó dividida y no obtuvo ningún escaño.

## Presidentes
- Jean-Marie Tjibaou (1984-1989)
- Paul Neaoutyine (1989-1995)
- Roch Wamytan (1995-2001)